# 蒙凡尔登
蒙凡尔登（法語：Montverdun，法語發音：[mɔ̃vɛʁdœ̃]）是法国卢瓦尔省的一个市镇，属于蒙布里松区。

## 地理
蒙凡尔登（45°42'54"N, 4°4'1"E）面积16.52 平方千米，位于法国奥弗涅-罗讷-阿尔卑斯大区卢瓦尔省，该省份为法国中南部省份，北起顺时针与索恩-卢瓦尔省、罗讷省、伊泽尔省、阿尔代什省、上盧瓦爾省、多姆山省和阿列省接壤。
与蒙凡尔登接壤的市镇（或旧市镇、城区）包括：沙兰迪佐尔、马西伊勒沙泰勒、马尔库、福雷地区莫尔南、蓬桑、圣阿加特-拉布特雷斯、圣艾蒂安勒莫拉尔、圣保罗迪佐尔、特雷兰。

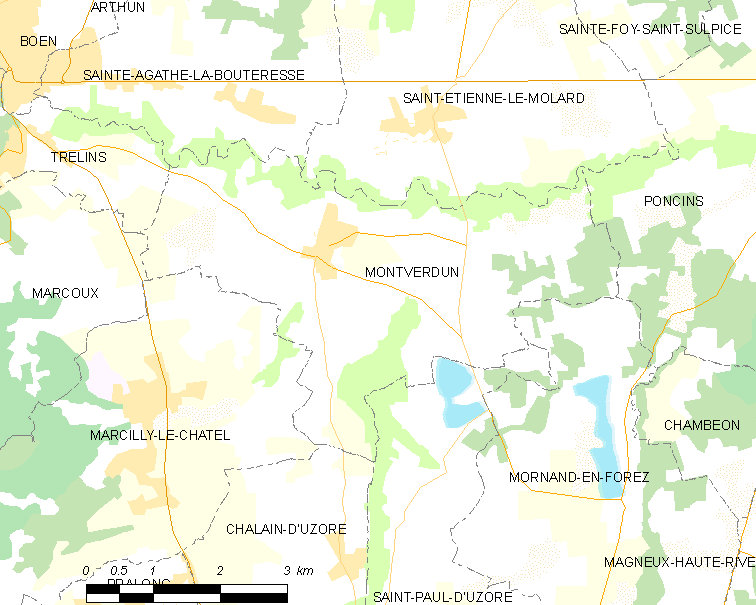
蒙凡尔登的OSM定位图

蒙凡尔登的时区为UTC+01:00、UTC+02:00（夏令时）。

## 行政
蒙凡尔登的邮政编码为42130，INSEE市镇编码为42150。

## 政治
蒙凡尔登所属的省级选区为利尼翁河畔博安县。

## 人口

1962-2008年间蒙凡尔登人口变化图示

蒙凡尔登于2022年1月1日时的人口数量为1287人。